# Tibor Klaniczay

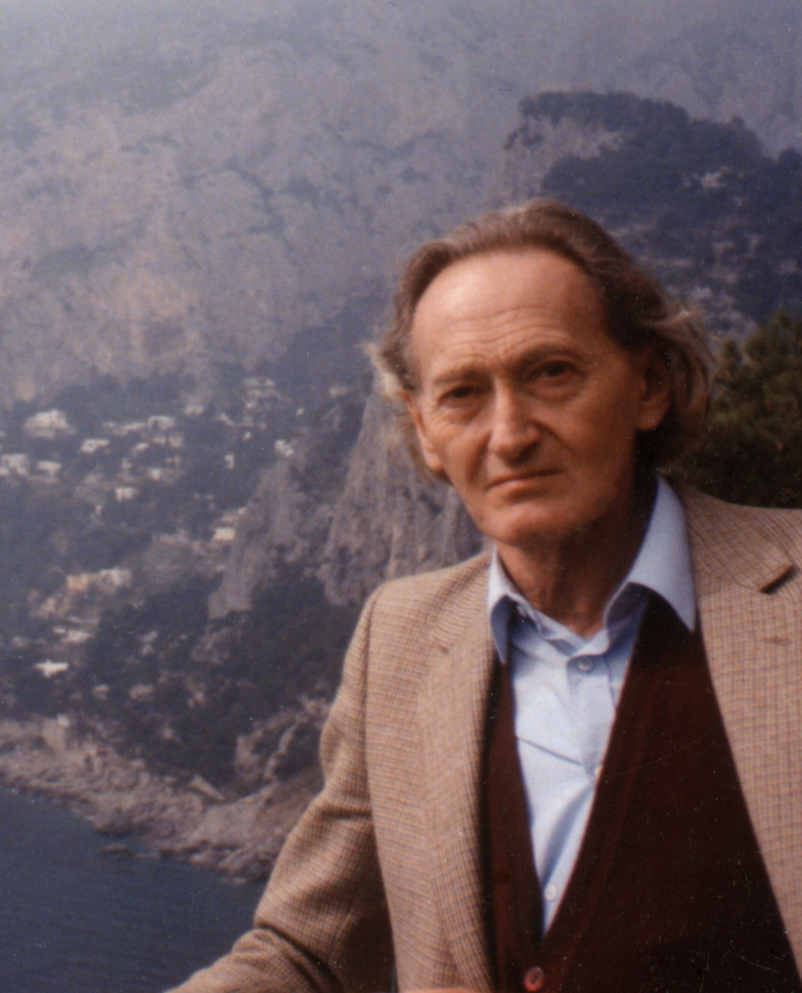
Tibor Klaniczay 1989 (Foto)

Tibor Klaniczay (* 5. Juli 1923 in Budapest; † 14. Mai 1992 ebenda) war ein ungarischer Literaturwissenschaftler, der sich vor allem mit der Epoche der Renaissance und den Verbindungen und Vergleichbarkeiten der ungarischen mit der gesamteuropäischen Literatur beschäftigte und dabei Kontakte zu vielen westlichen Wissenschaftlern knüpfte.

## Leben
Tibor Klaniczay studierte an der Universität Budapest, habilitierte sich 1954 mit einer umfangreichen Arbeit über den ungarisch-kroatischen Barockdichter und Staatsmann Nikolaus Zrinski und wurde dort 1954/1955 Professor für ungarische Literaturwissenschaft. Kurz darauf begann er, ein Institut für Literaturgeschichte ins Leben zu rufen, dem er nach dessen Gründung als Institutum Litterarum Academiae Scientiarum Hungaricae vorstand und bis zu seinem Tod angehörte.

### Forschungsschwerpunkt Renaissance
Klaniczay legte grundlegende Deutungen der europäischen Geistes- und Literaturgeschichte des 14. bis 17. Jahrhunderts (Zeit der Renaissance) vor und betonte deren intensiv verwobene Entwicklung in ganz Europa, gerade vor dem Hintergrund der ideologischen Gräben seiner Gegenwart. Bei seinen Forschungen interessierte er sich neben dem Fortleben mittelalterlicher Ideen besonders für die Krise der Renaissance in ihrer Spätzeit um 1600, die sich laut Klaniczay im literarischen und künstlerischen Stil des Manierismus äußerte, was für ihn immer in Verbindung stand mit dem Wandel gesellschaftlicher Strukturen. So schrieb er: „Die Renaissancekultur ist im großen und ganzen Ausdruck für den ökonomischen und sozialen Aufstieg der Städte und der Bourgeoisie am Ende des Mittelalters sowie für die Geburt des modernen Europa … Der Manierismus dagegen ist keine selbständige Periode, weil er an eine kleine Schicht der Gesellschaft gebunden blieb und nirgends über den Rahmen der intellektuellen Elite, der Aristokratie des Geistes, hinaustrat.“

### Internationale Verbindungen
Als größtes Verdienst wird Klaniczay bescheinigt, international „trotz widriger politischer Umstände den intellektuellen Austausch befödert zu haben“, und zwar über den Eisernen Vorhang des Kalten Krieges hinweg nach Westeuropa, in die USA und nach Kanada, was als „historische Rolle“ bei der Durchbrechung der kulturellen Abschottung nach dem Volksaufstand 1956 anzusehen sei. Klaniczay war im Westen durch eine große Zahl von Publikationen, Auftritten bei Kongressen und Gastprofessuren in Paris, Venedig und Rom sichtbar. 
Ein Hauptanliegen Klaniczays war es, die ungarische Literatur und Kultur auch ins Bewusstsein der westlichen Wissenschaftsgemeinschaft zu rücken; so ist es ihm maßgeblich zu verdanken, dass an der Indiana University ein Lehrstuhl für Hungarian Studies eingerichtet und dass 1977 eine International Association of Hungarian Studies ins Leben gerufen wurde. Als prägende Gestalt der Arbeitsgruppe für Renaissancefragen bei der Ungarischen Akademie der Wissenschaften sorgte er für einen engen Austausch mit dem Wolfenbütteler Arbeitskreis für Renaissanceforschung, die gemeinsam ab 1983 alle zwei Jahre Tagungen abhielten.

### Hauptwerk und Ehrungen
Klaniczay, dem ein Nachrufer „bewundernswerte Energie, Ausdauer und Organisationstalent“ bescheinigte, initiierte auch ein vierbändiges Handbuch, das die Renaissanceliteratur vergleichend und umfassend darstellen sollte, und gewann international renommierte Forscher für die Mitarbeit. Den vierten Band, der den Manierismus behandelt, betreute er selbst, erlebte aber die Veröffentlichung nicht mehr. Die Mitherausgeber widmeten ihn „einem großen Baumeister der Renaissancestudien, der ungarischen Studien und der vergleichenden Literaturwissenschaft“. Bei Erscheinen des ersten Bandes 1989 erhielt er die Médaille d’or der Stadt Tours; den Ehrendoktortitel der dortigen Universität mit ihrem Klaniczay jahrzehntelang verbundenen Centre de la Renaissance hatte er bereits 1976 entgegengenommen.
Tibor Klaniczay erhielt für seine Habilitationsschrift 1955 den ungarischen Kossuth-Preis, wurde Offizier der Palmes académiques in Frankreich und Ritter des Verdienstordens der Italienischen Republik; zudem war er von 1974 an korrespondierendes Mitglied der Medieval Academy of America und wurde auswärtiges Mitglied der Polnischen Akademie der Wissenschaften. Er gehörte den Herausgebergremien der Zeitschriften Revue de littérature comparée und des Canadian Review of Comparative Literature an.

### Tod und Nachleben
1992 starb Klaniczay nach „langem Leiden“. Ihn überleben drei Kinder, der Professor für Mediävistik Gábor (* 1950) sowie Júlia (* 1954) und Péter (* 1955).
Aleksandar Flaker erinnerte sich 1993, er habe an Klaniczay „seine Aktivität, seine Lebensfreude, auch seine organisatorische[n] Talente“ geschätzt und „ihn auch selbst als einen Renaissance-Menschen empfunden: mit ihm konnte man allerwichtigste Fragen der Wissenschaft besprechen, aber auch im freundlichen Kreis plaudern und scherzen.“ Seit 2002 verleiht die ungarische Akademie der Wissenschaften gemeinsam mit der International Association of Hungarian Studies jährlich den Tibor-Klaniczay-Preis für herausragende wissenschaftliche Arbeiten zur frühen ungarischen Literatur. Zu seinem zwanzigsten Todestag fand 2012 eine Konferenz zu seinen Ehren in Rom statt, was für den andauernden Ruf in der akademischen Welt spricht.

## Werke (Auswahl)
- Probleme der ungarischen Spätrenaissance. Stoizismus und Manierismus. In: Johannes Irmscher (Hrsg.): Renaissance und Humanismus in Mittel- und Osteuropa. Akademie-Verlag, Berlin 1963, Bd. 2, S. 61–94.
- (Hrsg. mit M. Horányi) Italia ed Ungheria. Dieci secoli di rapporti letterari. Akadémiai Kiadó, Budapest 1967.
- Renaissance und Manierismus. Zum Verhältnis von Gesellschaftsstruktur, Poetik und Stil. Aus dem Französischen übersetzt. Akademie-Verlag, Berlin 1977 (Reihe Literatur und Gesellschaft, hrsg. von der Akademie der Wissenschaften der DDR, Zentralinstitut für Literaturgeschichte).
- (Hrsg. mit Gyöngyi Török) Schallaburg ’82. Matthias Corvinus und die Renaissance in Ungarn. Ausstellungskatalog, Amt der Niederösterreichischen Landesregierung, Wien 1982.
- Wandlungen der Manierismus- und Barockauffassung. In: Acta Litteraria 26 (1984), S. 117–128.
- Die politische Philosophie des Manierismus. Paruta und Lipsius. In: August Buck, Tibor Klaniczay (Hrsg.): Das Ende der Renaissance. Europäische Kultur um 1600. Vorträge. Harrassowitz, Wiesbaden 1987, ISBN 3-447-02687-1, S. 23–35.
- (Hrsg. posthum mit Eva Kushner, Paul Chavy) L’époque de la Renaissance (1400–1600). Bd. 4: Crises et essors nouveaux (1560–1610). John Benjamins, Amsterdam / Philadelphia 2000, ISBN 90-272-3446-9.